# Hindola taiwana
Hindola taiwana är en insektsart som först beskrevs av Kato 1933.  Hindola taiwana ingår i släktet Hindola och familjen Machaerotidae. Inga underarter finns listade i Catalogue of Life.